# رالف شيلدز
رالف شيلدز (بالإنجليزية: Ralph Shields)‏ (1892 في المملكة المتحدة - 21 نوفمبر 1944 في ماليزيا) هو لاعب كرة قدم بريطاني (وحمل سابقاً جنسية المملكة المتحدة لبريطانيا العظمى وأيرلندا) في مركز الهجوم. لعب مع نادي إكزتر سيتي ونادي برينتفورد ونيوكاسل يونايتد وهدرسفيلد تاون ونادي بليث سبارتانز وSittingbourne F.C. ‏.